# Andrea Chiurato
Andrea Chiurato (Montebelluna, 7 de febrero de 1965) fue un ciclista italiano, que fue profesional entre 1989 y 1999. Buen contrarrelojista, gran parte de sus victorias fueron en esta especialidad. 

## Palmarés
1989
- 1 etapa del Herald Sun Tour

1993
- Vencedor de una etapa de la Ruta a México
- Vencedor de una etapa del Mazda Alpine Tour

1994
- Gran Premio de Lugano
- 2 etapas del Herald Sun Tour
- 2.º en el Campeonato del Mundo Contrarreloj

1995
- Karlsruheversicherungs GP (junto a Tony Rominger)
- 2 etapas de la Vuelta a Asturias
- G.P. de Wallonie
- 2.º en el Campeonato de Italia Contrarreloj

### Resultados en el Tour de Francia
- 1992: 112.º de la clasificación general

### Resultados al Giro de Italia
- 1990: 32.º de la clasificación general
- 1994: 45.º de la clasificación general